# BEST OF INUYASHA 百花繚乱 -犬夜叉テーマ全集-
『BEST OF INUYASHA 百花繚乱 -犬夜叉テーマ全集-』（ベスト・オブ・イヌヤシャ・ひゃっかりょうらん いぬやしゃテーマぜんしゅう）は、テレビアニメ『犬夜叉』の主題歌を集めたコンピレーション・アルバムである。2003年3月26日発売。発売元はavex mode。

## 概要
日本テレビで放送されたテレビアニメ『犬夜叉』（読売テレビ制作）のオープニング及びエンディング曲、映画主題歌で使用された楽曲を収録。
CCCDでの発売。

## 収録曲
1. CHANGE THE WORLD / V6
  - 作詞：松本理恵 作曲：渡辺未来 編曲：上野圭市
2. My will / dream
  - 作詞：松室麻衣 作曲：y@suo ohtani 編曲：菊地圭介
3. 深い森 / Do As Infinity
  - 作詞・作曲：D・A・I 編曲：D・A・I、亀田誠治
4. 愛の謳 / Every Little Thing
  - 作詞：持田香織 作曲：Kunio Tago 編曲：村田昭
5. I am / hitomi
  - 作詞：hitomi 作曲：北野正人 作曲：渡辺善太郎
6. Dearest / 浜崎あゆみ
  - 作詞：浜崎あゆみ 作曲：CREA、Do As Infinity 編曲：Naoto Suzuki
7. Every Heart -ミンナノキモチ- / BoA
  - 作詞：渡辺なつみ 作曲：BOUNCEBACK 編曲：h-wonder、旭純
8. ゆらゆら / Every Little Thing
  - 作詞：持田香織 作曲：Kunio Tago 編曲：大谷靖夫、中尾昌文、伊藤一朗
9. 終わりない夢 / 相川七瀬
  - 作詞：相川七瀬 作曲：柴崎浩 編曲：KANAME
10. 真実の詩 / Do As Infinity
  - 作詞・作曲：D・A・I 編曲：D・A・I、亀田誠治
11. Grip! / Every Little Thing
  - 作詞：持田香織 作曲：原一博 編曲：H∧L
12. no more words / 浜崎あゆみ
  - 作詞：浜崎あゆみ 作曲：CREA、Do As Infinity 編曲：Naoto Suzuki、tasuku
13. 半妖 犬夜叉